# بوليوشكا بولي
پوليوشكا پوليي (بالروسية: Полюшко Поле) هي أغنية شعبية روسية. ألفها عام 1934 الملحن الروسي ليف كنيبر، وكتب كلمات الأغنية فيكتور غوسيف. استعملت هذه الأغنية في الغرب خلال الحرب العالمية الثانية من طرف غلين ميلر وجيري غراي تحت عنوان فرسان مارس الحمر. أصبحت بعدها مشهورة عن طريق إعادة نسخها إلى موسيقى الروك وموسيقى البوب وغيرها. كما استُخدم لحنها في أفلام عديدة مثل فيلم الروس قادمون، الروس قادمون (1966) وأيضًا استخدم اللبنانيان الأخوان الرحباني اللحن في أغنية تحمل اسم (كانوا يا حبيبي) غنتها اللبنانية فيروز في مسرحية لولو.

## وصلات خارجية
- أغنية كانوا يا حبيبي لفيروز على يوتيوب